# Kindermonument Markt voor Joden

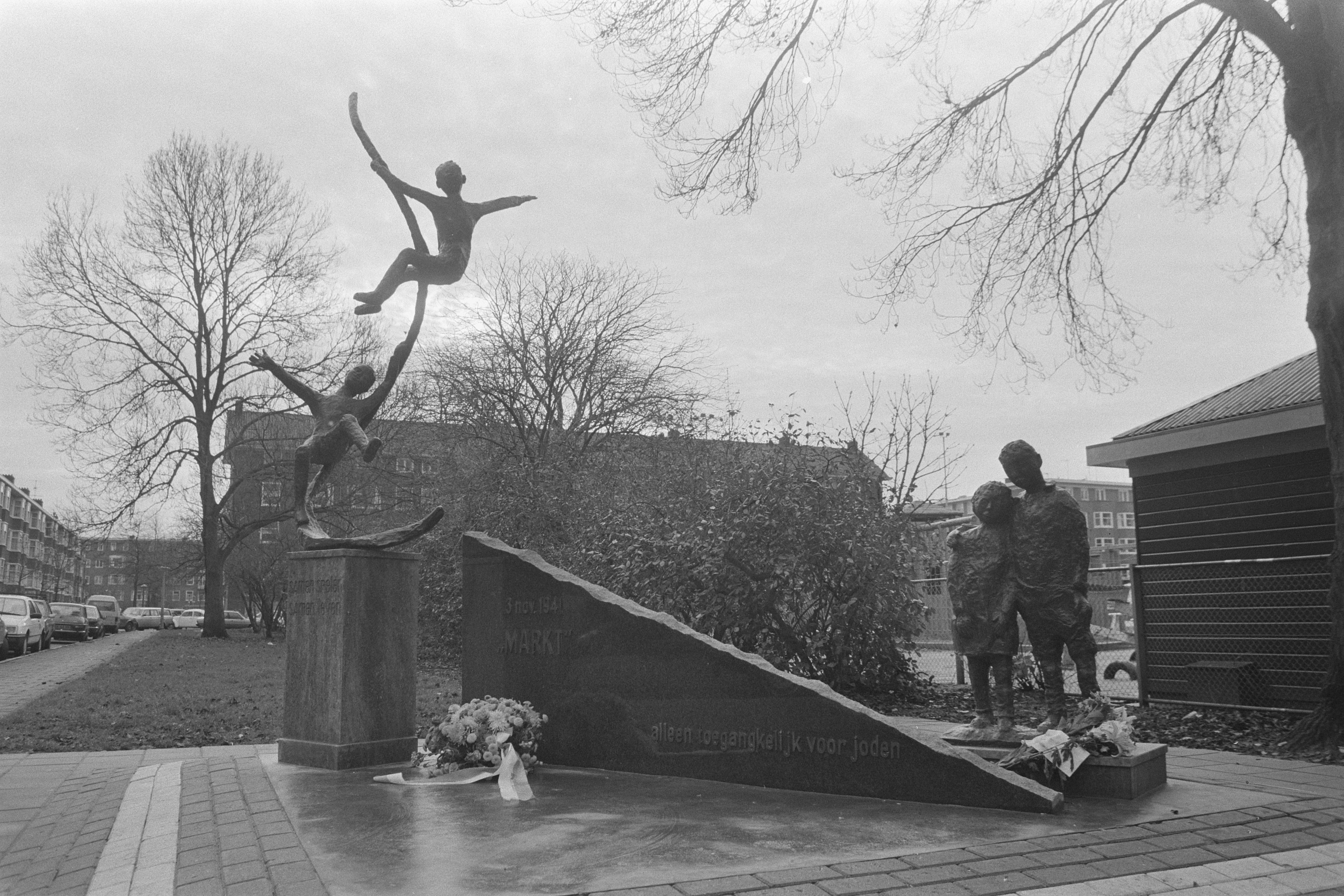
Monument in december 1986

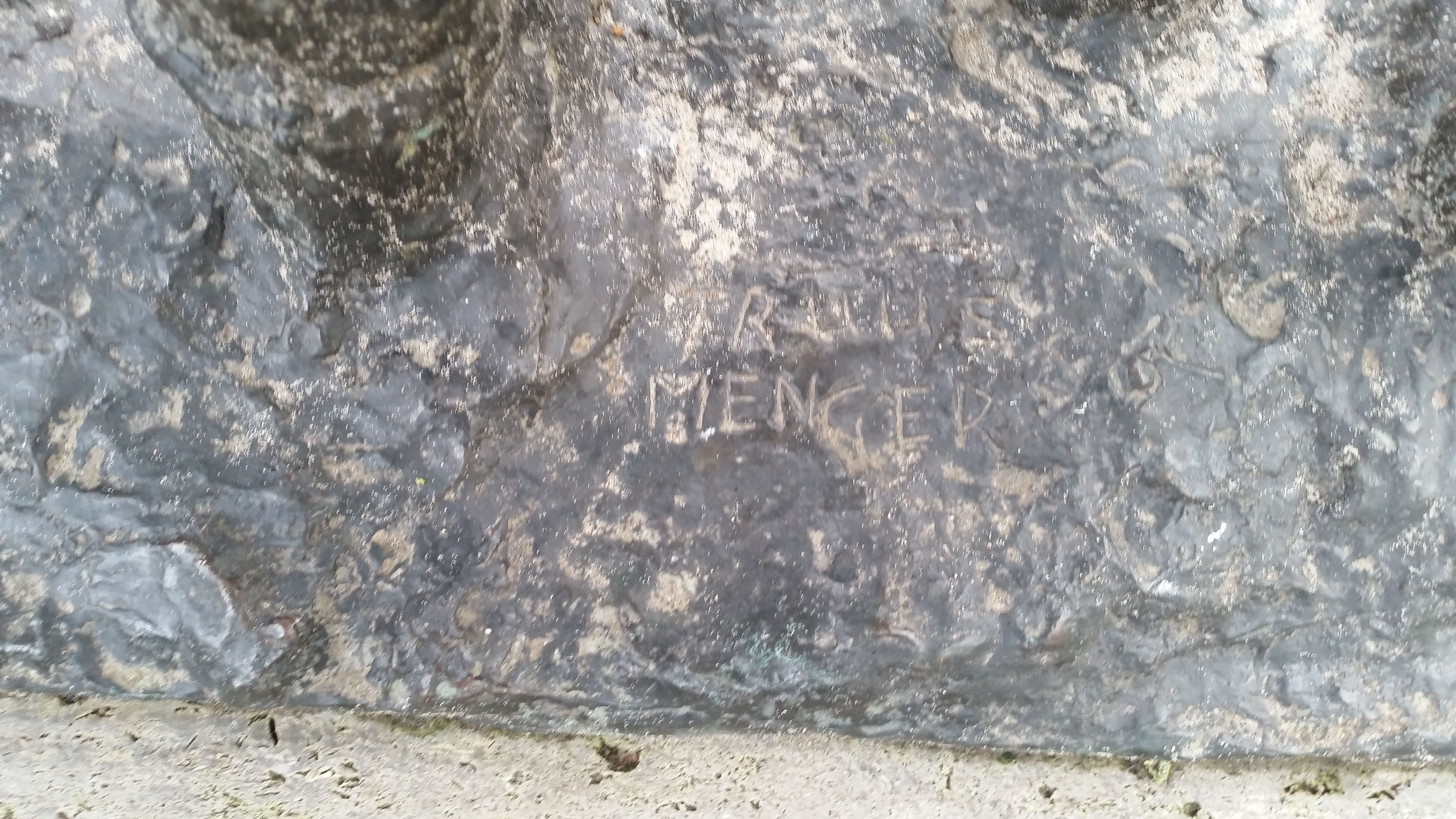
Truus Menger (oktober 2019)

Het Kindermonument Markt voor Joden (ook wel Samen spelen, samen leven) is een artistiek kunstwerk in Amsterdam-Zuid.
Het betreft een driedelige beeldengroep van Truus Menger-Oversteegen dat sinds 1986 staat opgesteld aan de ingang van de speeltuin aan de Gaaspstraat. Die speeltuin tussen de even bebouwing aan de Vechtstraat en de oneven bebouwing aan de Gaaspstraat werd rond 1927 aangelegd door de Dienst der Publieke Werken. Tijdens het toenemend Nazi-Duits antisemitisme streken een aantal vluchtelingen neer in Amsterdam-Zuid, die van zichzelf ook een aantal Joodse bewoners kende. In de Rivierenbuurt woonden ongeveer 17.000 aanhangers van die religie. Nadat Duitsland Nederland had bezet volgden al snel maatregelen, die hier bestonden uit de maatregel dat Joodse kinderen geen gebruik meer mochten maken van de speelplaats (mochten ook geen lid meer zijn van een speeltuinvereniging) en dus ook op de speelplaats geen contact meer hadden met niet-Joodse kinderen. Deze situatie gaf Menger weer door de driedelige opzet. Het eerste deel laat twee spelende kinderen van diverse komaf in brons zien; vervolgens staat er een schuin aflopende marmeren muur, waarachter twee niet spelende joodse kinderen, beteuterd en elkaar troostend, staan toe te kijken, ook in brons.
Op 3 november 1941 vorderde de Duitse bezetter de speeltuin. Zij werd ingericht voor een Markt voor Joden; zij mochten alleen hier nog kopen en verkopen. Het was tevens de plek in de wijk waarvan Joden opgepakt werden en weggevoerd. De markt kwam op 9 augustus 1943 tot een eind. Van de 17.000 joodse bewoners werden 13.000 omgebracht. De muur in het midden maakt melding van:
3 nov 1941
MARKT
1940 1945
Alleen toegangkelijk voor joden
De beeldengroep werd op 3 november 1986 door burgemeester Ed van Thijn onthuld. Elk jaar op 3 november vinden er herdenkingen plaats. De kosten van het beeld, er werd gekozen uit werk van vier kunstenaars, de maak duurde twee jaar, werden bijeengebracht door buurtbewoners, gemeente alsmede de Vereniging van Marktkooplieden/voor Ambulante handel. Er was een comité van aanbeveling waarin Mies Bouhuys, Wim Polak (voorganger van Van Thijn) en de rabbijnen Awraham Soetendorp en Meir Just Just plaats hadden. De onthulling ging gepaard met de uitgifte van het boek Amsterdam-Zuid in oorlogstijd van Dick Walda en een fototentoonstelling in het speeltuingebouw over de oorlog. Lex Goudsmit droeg De ballade van de kinderen van Auschwitz voor en Dick Scheffer twee gedichten.
In de betegelde vloer is een plaquette met uitleg geplaatst met daarnaast een QR-diagram. Op de sokkel van de spelende kinderen is eveneens een plaquette te zien. Op het voetstuk van de spelende kinderen is een tekst te lezen, verwijzend naar het destijds gemaakte onderscheid, maar ook een waarschuwing voor de toekomst
samen spelen
samen leven
De naam Truus Menger is terug te vinden in het beeld van de niet spelende kinderen; dat beeldje herbergt ook de naam van de gieterij.